# Ijdileni, Galați
Ijdileni este un sat în comuna Frumușița din județul Galați, Moldova, România. Inițial un cătun, satul și-a luat numele după locuitorii săi - familia Ijdelea.
Satul este situat de o parte și de alta a DN 26, fiind mărginit de satele Șivița și Frumușița.
 Acest articol despre o localitate din județul Galați este deocamdată un ciot. Puteți ajuta Wikipedia prin completarea lui.